# حلوق مرباع

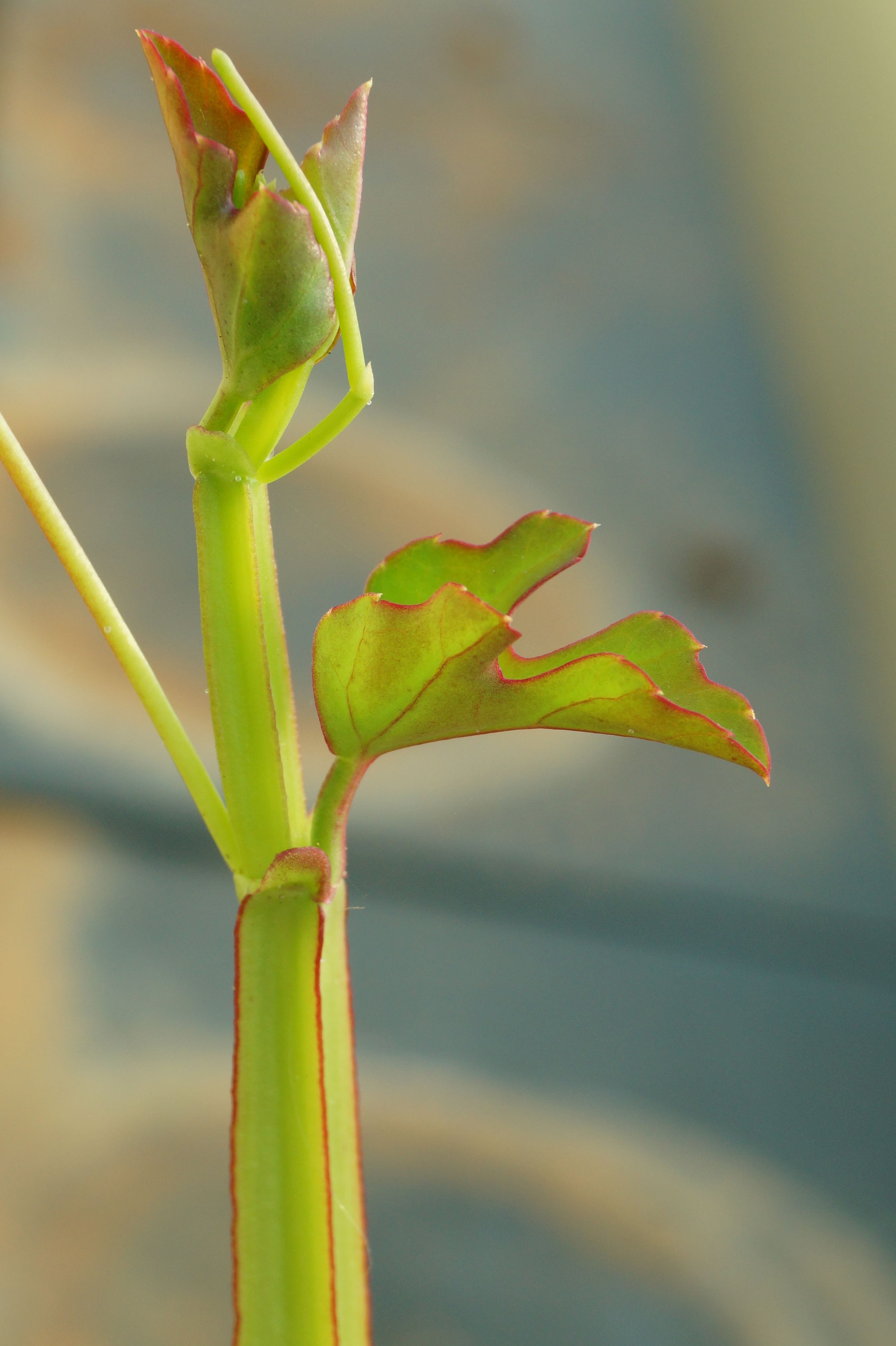

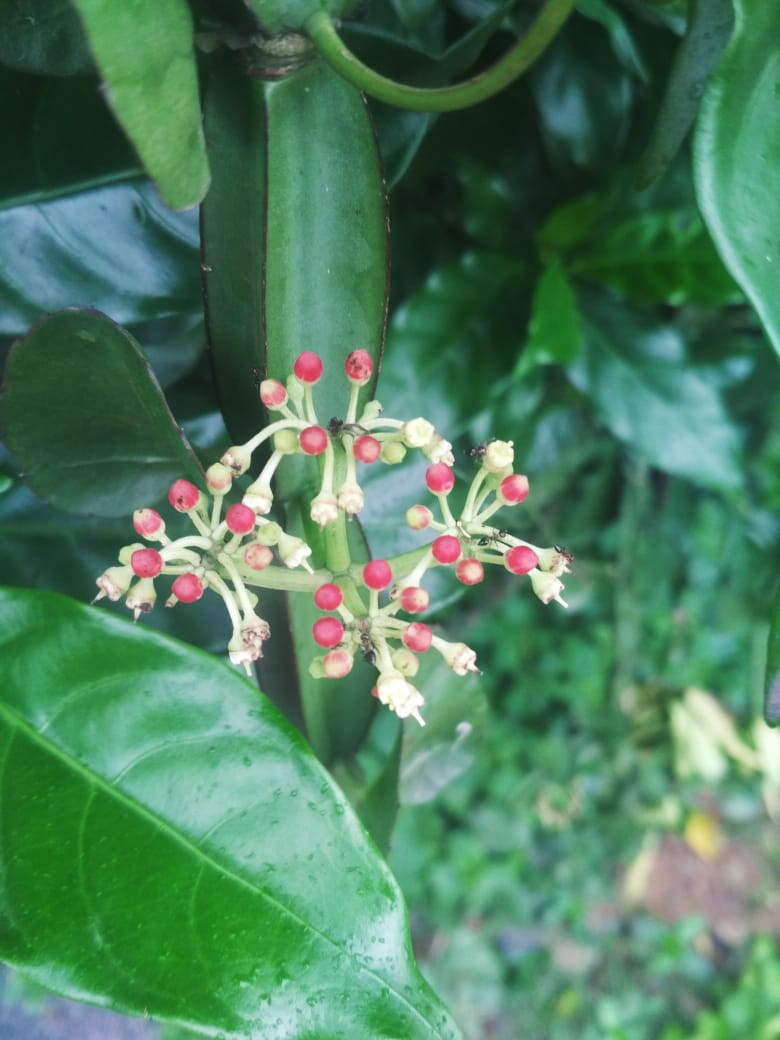
ثمرة

الحلوق المرباع أو السَّلَع المرباع أو السلع هو نبات معمر من الفصيلة الكرمية. موطنها آسية الاستوائية وشبه الجزيرة العربية ومعظم إفريقيا.